# Marasj
Marasj (bulgariska: Мараш) är ett distrikt i Bulgarien.   Det ligger i kommunen Obsjtina Sjumen och regionen Sjumen, i den östra delen av landet, 300 km öster om huvudstaden Sofia.
Trakten runt Marasj består till största delen av jordbruksmark. Runt Marasj är det ganska tätbefolkat, med 134 invånare per kvadratkilometer.